# Almásmező (Brassó megye)

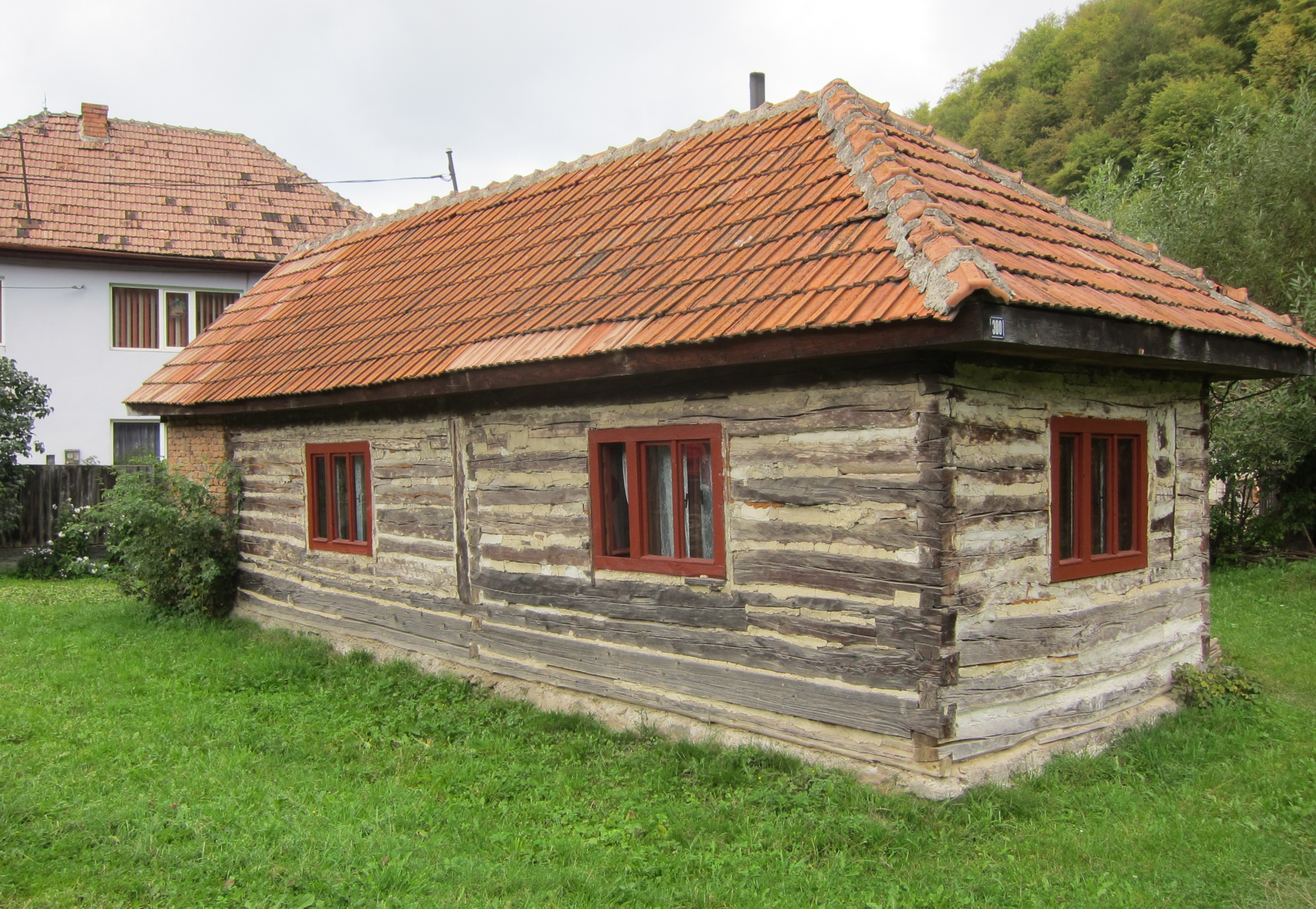
Faház

Almásmező (románul: Poiana Mărului, németül: Bleschbach, szászul Pojen) falu Romániában, Erdélyben, Brassó megyében.

## Fekvése
Központja Zernyesttől 7 km-re északra, a Persányi-hegységben fekszik. Nagy területen elterülő, szórt hegyvidéki település. Területének 24%-a rét, 20%-a erdő és 7%-a legelő.

## Nevének eredete
Magyar neve a románnak tükörfordítása. A német név jelentése: 'román patak'. Írásos említései: Poiana Marului (1589), Poiana Marul (1601), Almás Mező (1760–1762) és Alma Mező (1839).

## Története
Petrichevich Horváth Kozma fogarasi kapitány telepítette zernyesti, toháni és szászvolkányi románokkal az 1570-es években, a havasok őrzésére. 1632-ben 57 jobbágy- és 18 zsellércsalád lakta. A 17. században Christoph Hirscher brassói patikus és utódai birtokolták.
Határában a 18. század végén üvegcsűr, a 19. században ólomércbánya üzemelt. A 20. század elején Fogaras vármegye harmadik legnépesebb települése volt.
1971-től kezdve Ion Dumitru festőművész körül művésztelep alakult ki, melynek tagjait önálló irányzatként is számon tartották („almásmezői csoport”). 2004-ben vált ki belőle és önállósult Újsinka.

## Népessége
- 1786-ban 1017 lakosának 62%-a volt jobbágy és 29%-a zsellér.
- 1850-ben 1368 ortodox román lakta.
- 1900-ban 2335 lakosából 2318 volt román anyanyelvű és 2315 ortodox vallású.
- 2002-ben 3456 lakosából 3448 volt román nemzetiségű; 3367 ortodox és 69 pünkösdista vallású.

## Látnivalók
- A Keresztelő Szent János születése ortodox templom 1707 és 1777 között épült. Többször átalakították. Barokk ikonosztáza 1800 körül készült.
- Paplak (1892).
- Népi építészet.

## Híres emberek
- Itt született 1892-ben Ion Clopoțel szociográfus.